# Mittenothamnium evrardii
Mittenothamnium evrardii là một loài Rêu trong họ Hypnaceae. Loài này được (Thér.) B.C. Tan & Z. Iwats. mô tả khoa học đầu tiên năm 1993.